# Всероссийский научно-исследовательский институт коневодства
Федеральное государственное бюджетное научное учреждение «Всероссийский научно-исследовательский институт коневодства» — российский научно-исследовательский институт, который занимается вопросами развития коневодства. В частности, институт ведёт учёт всех российских племенных лошадей, проводит их генетическую идентификацию и контроль достоверности происхождения. Всероссийский информационный центр института осуществляет идентификацию, регистрацию в единой базе данных и паспортизацию пользовательных (неплеменных) лошадей, принадлежащих гражданам России и стран СНГ. Институт издаёт журнал «Коневодство и конный спорт».

## История
Институт коневодства был создан в Москве в мае 1930 года. 
В 1960 году его перевели из Москвы на его экспериментальную базу — опытный конный завод в посёлке Дивово Рыбновского района Рязанской области. Конный завод в Дивово основал в XIX веке генерал Николай Адрианович Дивов (1792—1869, сын сенатора А. И. Дивова).
С 1985 года институт является членом Международного общества по изучению генетики животных (ISAG).
В 1990-е годы институт лишился трех тысяч гектаров земли и опытного конного завода, который в 2000-е годы был преобразован в ООО «Рязанский конный завод», но в настоящее время конный завод более не существует.

## Научная работа
В 2023 году в институте работало 134 человека, из них 70 — научные сотрудники, включая 9 докторов наук и 37 кандидатов наук.
Институт внесён в Государственный племенной регистр в качестве селекционного центра по 17 породам лошадей, он ежегодно проводит оценку жеребцов-производителей (не менее 600) по качеству потомства, на основании которой издаются каталоги и даются рекомендации по их племенному использованию. База данных института включает сведения о более чем 250 000 племенных лошадей.  
В институте был создан уникальный «Криобанк генетических ресурсов», хранящий семя выдающихся жеребцов-производителей.
В институте также разработаны методики тренинга спортивных и призовых лошадей.
Кроме того, институт занимается технологией производства кумыса, у него есть своя кумысная ферма и цех по производству кумыса, он разработал национальные стандарты «Консервы молочные. Молоко сухое кобылье. Технические условия», «Молоко кобылье сырое. Технические условия», «Кумыс.Технические условия».